# Dover-Foxcroft
Dover-Foxcroft är en kommun (town) i Piscataquis County i delstaten Maine, USA med 4 211 invånare (2000). Den har enligt United States Census Bureau en area på 184,5 km². Dover-Foxcroft är administrativ huvudort (county seat) i Piscataquis County.  